# Bataille de Wyse Fork
Guerre de Sécession
Batailles
Campagne des Carolines
- Rivers' Bridge
- Aiken
- Congaree Creek (en)
- Columbia (en)
- Wyse Fork
- Monroe's Cross Roads
- Averasborough
- Bentonville
- Morrisville (en)
- Bennett Place

La bataille de Wyse Fork, également connue sous les noms de bataille de Wyse's Fork, de Wise's Fork, de Wilcox's Bridge, de Kelly's Mill Pond, de seconde bataille de Kinston ou de Southwest Creek, est un combat livré sur le territoire de la Caroline du Nord, du 7 au 10 mars 1865, durant la campagne des Carolines de la guerre de Sécession.

## Contexte
À la fin du mois de février 1865, la ville et le port de Wilmington tombent aux mains des troupes de l'Union commandées par le major-général John McAllister Schofield. Schofield doit marcher ensuite, avec ses troupes, vers l'intérieur des terres, pour joindre ses troupes à celles du major-général William Tecumseh Sherman à Goldsboro pour attaquer l'armée confédérée placée sous le commandement du général Joseph E. Johnston. Schofield, accompagné par des unités provenant du corps expéditionnaire d'Alfred Terry, quitte Wilmington et fait route vers le nord, tandis que le major-général Jacob Dolson Cox, embarquant une division du XXIII Corps, met à la voile. Suivant la côte, il fait débarquer ses hommes à New Bern, où les unités de l'Union reçoivent le renfort de trois divisions et constituent un Corps provisoire commandé par Cox. Faisant route vers Goldsboro, les Nordistes réparent la voie ferrée qui doit servir à Sherman de voie de ravitaillement. Les Confédérés de Johnston se trouvent alors trop loin pour pouvoir s'en prendre aux forces dispersées de Schofield, mais les unités du général Braxton Bragg, en repli depuis Wilmington, sont en situation d'attaquer. Bragg attaque alors Cox dans les environs de Kinston.

## Combats

Carte de l'avancée de Sherman d'Atlanta à Savannah (marche vers la mer) puis à Goldsboro (campagne des Carolines).

Le 7 mars, l'avant-garde nordiste prend contact avec les forces de Bragg, retranchées à l'est de Kinston, le long de la Southwest Creek. Les retranchements de Bragg barrent la route de Cox, mais ils menacent également un croisement vital ainsi que la ligne de chemin de fer New Bern-Goldsboro.
Comprenant l'importance de la position, Cox fait avancer les unités du brigadier-général Innis N. Palmer (en) pour protéger la voie ferrée, et celles du major-général Samuel Powhatan Carter pour protéger la route. Les troupes de Bragg reçoivent le renfort des vétérans de l'Armée du Tennessee et de la North Carolina Junior Reserve, toutes deux commandées par le général D.H. Hill. Une fois renforcé, Bragg passe à l'offensive et envoie une division commandée par Robert Hoke, un natif de Caroline, pour attaquer le flanc gauche de l'Union. Hoke se heurte à une brigade appartenant à la division Carter et capture tout un régiment. Hill veut le rejoindre avec les Junior Reserves, mais ses hommes sont pris de panique et refusent d'avancer. Il les laisse à l'arrière et poursuit avec ses vétérans, attaquant la brigade de l'Union et la mettant en déroute. Les Nordistes frôlent le désastre quand Bragg, arrêtant Hill dans son mouvement, l'envoie vers le nord pour faire pièce à une menace de l'Union. Quand il arrive, Hill ne trouve pas trace de l'ennemi. Dans le même temps, Cox, qui s'est éloigné de la première ligne, revient pour déplacer les divisions commandées par le major-général Thomas H. Ruger et leur faire colmater la brèche qui s'est créée entre Palmer et Carter.
Les accrochages se succèdent pendant plusieurs jours, jusqu'à ce que Hoke tente à nouveau de contourner le flanc gauche des Fédéraux (10 mars). Mais la position des Nordistes a été fortifiée et dotée de batteries d'artillerie. Hoke est repoussé en une heure. Hill attaque alors le centre de l'Union, mais l'artillerie fédérale s'avère à nouveau décisive et les assaillants sont repoussés. Les éléments restant du XXIII Corps de l'Union, qui arrivent à New Bern en provenance du Tennessee, font mouvement vers Kinston. Réalisant qu'il va devoir faire face à cinq divisions de l'Union, Bragg décide alors de battre en retraite.

## Conséquences
Bragg a momentanément retardé l'avance de Cox. Les forces de Schofield, qui regroupent maintenant deux corps d'armée, sont réorganisées pour former l'armée de l'Ohio. Les armées de Sherman, qui viennent de battre celles de Johnston à Bentonville, rejoignent Schofield à Goldsboro le 23 mars. Face à trois armées nordistes, Johnston se retire vers le nord et, le 26 avril, se rend à Sherman.